# Driven by You
"Driven by You" é um single do cantor e guitarrista Brian May, conhecido por ser o membro fundador da banda de rock Queen. A canção alcançou a sexta posição na UK Singles Chart. Distribuída em compacto dezoito dias antes da morte de Freddie Mercury, também foi lançada no álbum Back to the Light em 1992.
Pouco tempo antes de lançá-la como single, May toco-a no num show em outubro de 1991, com uma banda o acompanhando, formada por Cozy Powell na bateria, Neil Murray no baixo, Steve Vai na guitarra base, Rick Wakeman e Mike Moran nos teclados, além de Maggie Ryder, Miriam Stockley e Chris Thompson nos vocais de apoio.
Também esteve na coletânea Greatest Hits III, lançada em 1999.

## Faixas
Todas as canções escritas por Brian May.
1. "Driven by You" (produzida por Brian May e David Richards) – 4:11
2. "Just One Life" (Dedicated To The Memory Of Philip Sayer)(produzida por Brian May) – 3:43

## Ficha técnica
- Brian May - vocais, guitarras, baixo, teclados, bateria